# リアンダー級軽巡洋艦
| リアンダー級軽巡洋艦         | リアンダー級軽巡洋艦 |
| ---------------------------- | --- |
| リアンダー級「ネプチューン」 | |
| 艦級概観                     | |
| 艦種                         | 軽巡洋艦 |
| 艦名                         | ギリシア神話の登場人物 |
| 前級                         | エメラルド級軽巡洋艦 |
| 次級                         | アリシューザ級軽巡洋艦 (2代) |
| 性能諸元                     | |
| 排水量                       | 基準：7,270トン 満載：9,740トン |
| 全長                         | 166.47m |
| 全幅                         | 16.84m 16.99m（リアンダー除く） |
| 吃水                         | 5.73m |
| 機関                         | アドミラリティ式重油専焼三胴型水管缶6基 +パーソンズ式ギヤードタービン4基4軸推進 |
| 最大出力                     | 72,000shp |
| 最大速力                     | 32.5ノット |
| 航続距離                     | 14 ノット / 10,000 海里 12 ノット / 10,300浬 |
| 燃料                         | 重油：1,900 トン |
| 乗員                         | 約570名 |
| 兵装                         | 15.2cm（50口径）連装速射砲4基8門 10.2cm（45口径）単装高角砲4基4門 （1943年：10.2cm連装高角砲4基8門） 12.7mm四連装機銃2基 53.3cm四連装魚雷発射管2基 ～1945年（リアンダー）： 15.2cm（50口径）連装速射砲3基6門 10.2cm（45口径）MkXVI連装高角砲4基8門 40mm連装機銃2基 同単装機銃3基 20mm連装機銃2基 53.3cm4連装水上魚雷発射管2基 |
| 装甲                         | 舷側：102mm（機関部・水線部） 甲板：32mm（主甲板） 弾薬庫：25mm～98mm 主砲塔：25mm（前盾・側盾・後盾・天蓋） |
| 航空兵装                     | 水上機：フェアリー シーフォックス 1機 カタパルト 1基 （後、航空兵装無し） |

リアンダー級軽巡洋艦 (リアンダーきゅうけいじゅんようかん、Leander class Light Cruisers) は、イギリス海軍が建造した条約型巡洋艦の中で第一次世界大戦後に初めて建造された軽巡洋艦の艦級。1930年から1935年にかけて建造された。

## 概要
1927年、スイスのジュネーヴでイギリスは植民地の警備や航路防衛に適した巡洋艦の制限を行おうとしたところ、戦艦の補助戦力を巡洋艦に求めていた日本やアメリカ合衆国との対立で条約締結に失敗した。しかし、制限を細分化することでロンドン条約では締結に成功した。
諸外国と折り合いがついた事で、世界恐慌の影響で長らく大型艦の建艦を控えていたイギリス海軍であったが、1929年度計画において第一次世界大戦後初の軽巡洋艦の建造が1929年度計画で4隻に191年度計画で追加で1隻の計5隻の建造が議会に承認され、これがリアンダー級である。要求性能は基準排水量7,000トン台で6インチ（152mm）速射砲を装備する事により、ロンドン条約では軽巡洋艦に分類された。艦形は最も建造の新しい重巡洋艦「エクセター」を基本としていたが、主砲配置は15.2cm連装砲塔4基をカウンティ級重巡洋艦と同じく前2基・後2基を背負い式配置する堅実な設計だった。また、機関出力の低かったカウンティ級の反省から蒸気圧力を高めてボイラー数を8基から6基に減少できた事と、集合煙突を採用することで煙突の本数が1本しかない特異な外観となった。
リアンダー級は1933年から順次竣工し、リアンダーとアキリーズは英連邦ニュージーランド海軍に供与された。また、1931年～1932年計画において準同型艦であるパース級3隻が同連邦オーストラリア海軍に供与された。

## 艦形

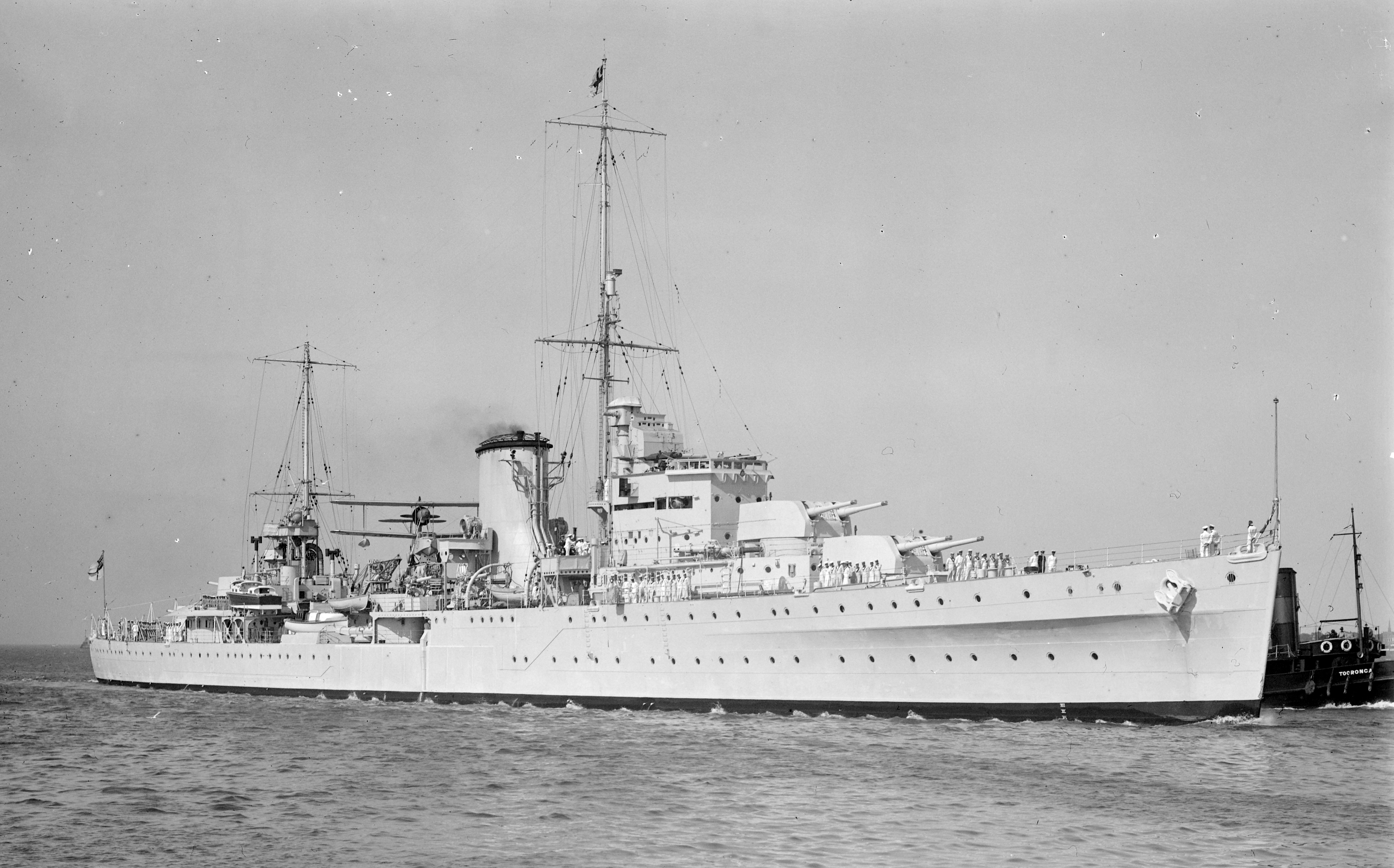
「アキリーズ」

リアンダー級は1930年に竣工したヨーク級重巡洋艦「エクセター」の設計を参考にした短船首楼型船体である。垂直に切り立った艦首から艦首甲板上に15.2cm速射砲を収めた連装式の主砲塔が背負い式配置で2基、2番主砲塔の基部から上部構造物が始まり、その上に「エクセター」に近似した低くて前後に長い塔型艦橋と単脚式の前部マストが立つ。

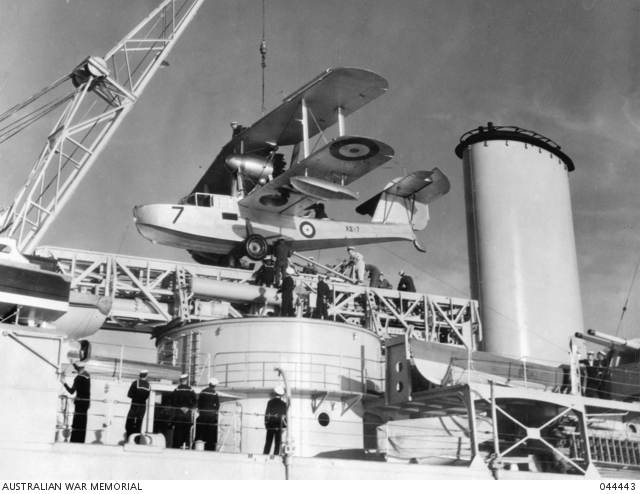
リアンダー級の水上機施設の写真

船体中央部にはイギリス巡洋艦には珍しい集合煙突が1本立ち、これにより艦橋から煙突の距離が開いたために排煙による煤煙問題に良好な結果をもたらした。煙突の周囲は艦載艇置き場と水上機施設となっており、煙突の後方に水上機を載せた旋回式カタパルトが1基ずつ配置され、カタパルト後方のクレーン1基で水上機施設と艦載艇は運用された。高角砲の配置は水上機施設の邪魔とならないように艦橋と煙突の間に10.2cm高角砲を単装砲架で片舷2基ずつ計4基を配置し、その後方の舷側甲板上に53.3cm魚雷発射管が四連装で片舷1基ずつ計2基配置された。後部甲板上に単脚式の後部マストが1本立ち、その後方に後向きに3番・4番15.2cm連装砲塔が背負い式に2基配置された。

## 兵装

### 主砲

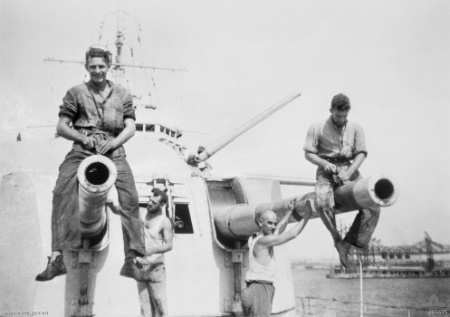
写真は「シドニー」の連装砲塔。

主砲は新設計の「アームストロング Mark XXI  15.2cm（50口径）速射砲」である。特徴としてはその性能は同世代の連合側では軽い50.8kgの砲弾を仰角45度で23,300mという射程を得ており、射程11,430mで舷側装甲76mmを貫通できる性能があった。この砲を連装砲塔に収めて4基を搭載した。俯仰能力は仰角60度・俯角5度である。旋回角度は単体首尾線方向を0度として左右150度の旋回角度を持つ。発射速度はカタログデータは毎分8発であるが実用速度は6発程度であった。以後の英軽巡の主力砲になった。

### 備砲、魚雷兵装

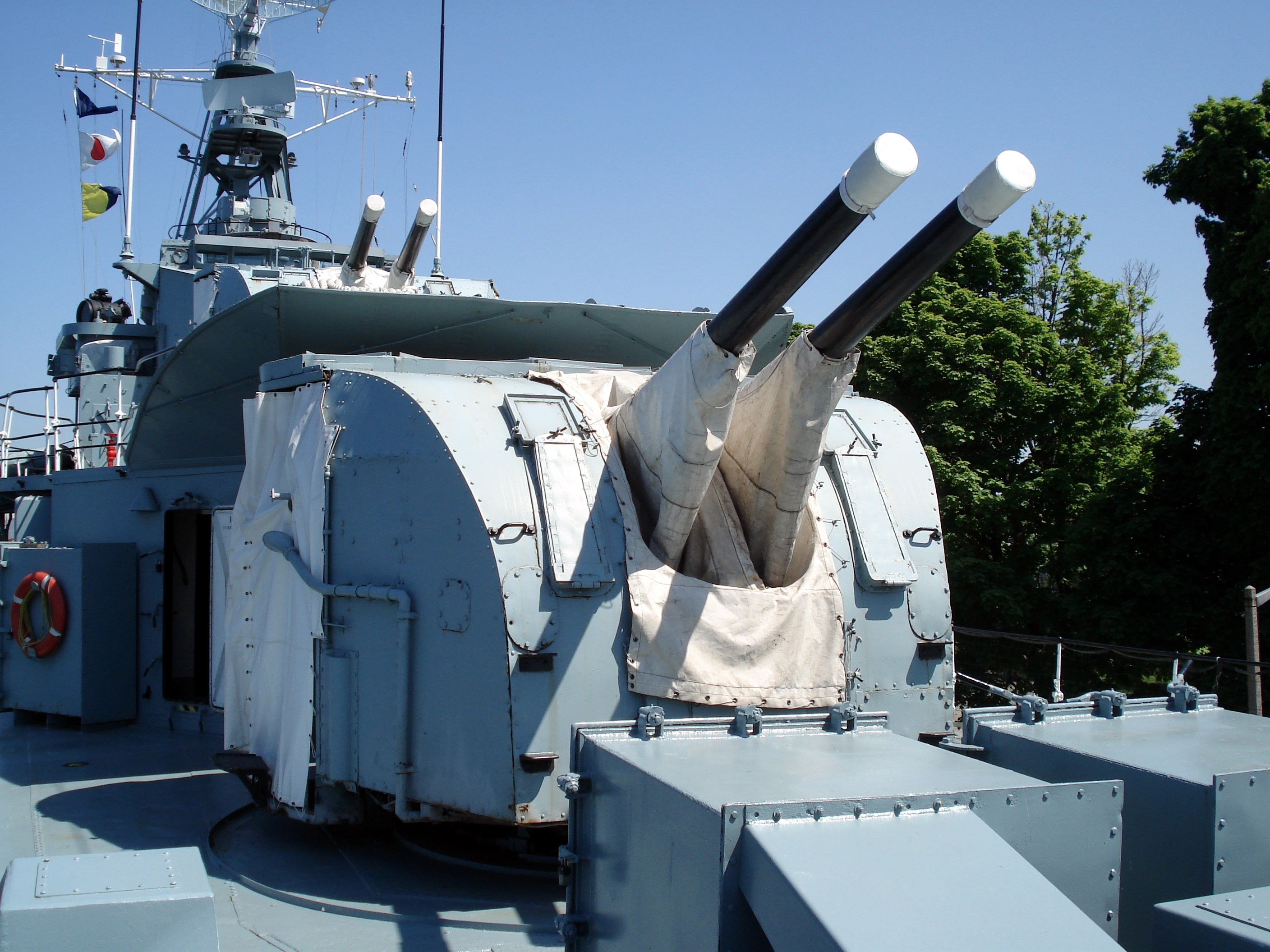
写真は改装後に装備された「Mark XVI 10.2cm（45口径）連装高角砲。」

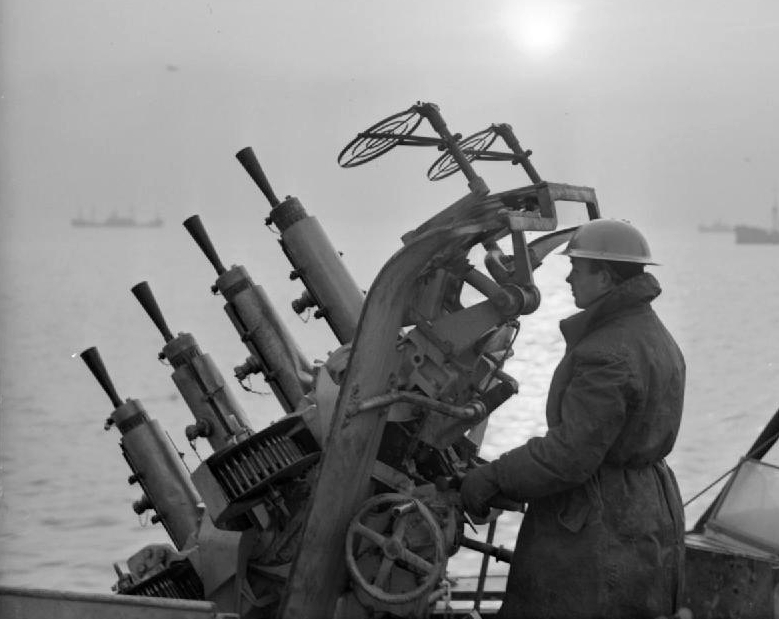
写真はリアンダー級にも搭載されたトライバル級駆「アシャンティ（HMS Ashanti）」の「ヴィッカーズ 12.7mm（62口径）四連装機関銃」。

リアンダー級の高角砲は「Mark V 10,2cm（45口径）高角砲」を採用している。14.6kgの砲弾を仰角44度で15,020m、最大仰角80度で9,450mの高度まで到達させることができた。単装砲架は左右方向に180度旋回でき、俯仰は仰角80度、俯角5度で発射速度は毎分10～15発だった。これを単装砲架で4基を搭載した。
しかし、第二次世界大戦の戦訓から、10.2cm高角砲は新型の「MkXVI  10.2cm（45口径）高角砲」へと更新された。15.9kgの砲弾を仰角45度で18,150m、最大仰角80度で11,890mの高度まで到達させることができた。砲架の俯仰能力は仰角80度・俯角10度である。旋回角度は340度の旋回角度を持つが実際は上部構造物により射界を制限された。発射速度はカタログデータは毎分15発である。これを防楯の付いた連装砲架で片舷2基ずつ計4基8門へと対空火力を増やした。
他に近接火器として「ヴィッカーズ 12.7mm（62口径）機関銃」を採用した。その性能は0.37kgの砲弾を仰角45度で4,570m、最大仰角で730mまで届かせる能力があった。これを四連装砲架で3基を搭載した。砲架の俯仰能力は仰角80度・俯角10度である。旋回角度は360度の旋回角度を持つが実際は上部構造物により射界を制限された。発射速度はカタログデータは毎分450発である。他に12.7mm四連装機銃2基を装備した。主砲では手に負えない相手への対抗として53,3cm魚雷発射管を四連装で計2基装備した。

## 機関
搭載機関には重巡洋艦と同じく、ボイラーはアドミラリティ三胴式重油専焼水管缶6基、タービン機関はパーソンズ式オール・ギヤードタービンを4基採用した。
4軸合計で最大出力72,000shpながら船体が小型なため、最大速力32.5ノットを発揮した。機関配置は第一次大戦前の「装甲巡洋艦」と同じく機関区前部にボイラー室、後部に機関室を置く旧時代的な配置を採っていたため、このイギリス巡洋艦にして珍しく煙突は中央部に集合させた一本のみであった。

## 装甲
リアンダー級は基本設計を防御装甲を充実させた「エクセター」をタイプシップとしているため、カタログデータ的には重巡洋艦を超える防御を持つ艦となった。防御甲板は32mm、舷側防御は102mmとなったがその重装甲も機関区を守るだけの短い範囲内のみ防御するもので、主砲弾薬庫の側面はおろか艦首から艦橋脇、後檣から艦尾までの広範囲は無防御であった。このため舷側装甲とは別個で艦内の弾薬庫は最大98mmに達する装甲を貼って防御した。

## 戦歴
第二次世界大戦が勃発して間もなく、「アキリーズ」と「エイジャックス」がG部隊（Gフォース）に配備され、ドイツ海軍の装甲艦「アドミラル・グラーフ・シュペー」をラプラタ沖海戦で自沈に追い込むという大活躍で当級の名前が世界中に知れ渡った。その後、当級は各艦、大西洋、太平洋、インド洋、地中海に派遣されたが、「ネプチューン」は1941年12月19日、地中海で触雷し沈没。
「オライオン」と「エイジャックス」は大西洋でドイツ商船掃討の後、マタパン岬沖海戦でイタリア海軍艦隊の攻撃に参加した。その年の1943年1月1日、「エイジャックス」は地中海でドイツ空軍のボン空襲において爆撃を受けて大破。同年5月28日には地中海クレタ島近海で支援、輸送を行っていた「オライオン」もドイツ空軍機の爆撃で大破する。「オライオン」と「エイジャックス」はアメリカで修理を行い、両艦とも修理完了後は地中海戦線に復帰した後、1944年6月6日、ノルマンディー上陸でネプチューン作戦に参加した。
「リアンダー」は1943年7月12日、コロンバンガラ島沖海戦で日本海軍の軽巡洋艦「神通」が放った魚雷の命中で大破、応急修理では復旧できなかったためアメリカでドック入りして修理を行い、イギリスに返還された。
1948年、「アキリーズ」は独立後のインドに売却され、艦名も「デリー」に変更されてインド海軍所属となった。「アキリーズ」と沈没した「ネプチューン」を除く、「リアンダー」、「オライオン」、「エイジャックス」は1947年から1949年にかけて除籍、解体された。

## 同型艦
- リアンダー （HMS Leander/HMNZS Leander）
  - デヴォンポート造船所にて1930年9月8日起工、1931年9月24日進水、1933年3月24日竣工。1949年12月に解体処分。

- アキリーズ （HMS Achilles/HMNZS Achilles）
  - キャメル・レアード社バーケンヘッド造船所にて1931年6月11日起工、1932年9月1日進水、1933年10月10日竣工。1948年に「デリー」としてインド海軍に引渡し。

- ネプチューン （HMS Neptune）
  - ポーツマス造船所にて1931年9月24日起工、1933年2月23日進水、1934年2月23竣工。1941年12月19日戦没。

- オライオン （HMS Orion）
  - デヴォンポート造船所にて1931年9月26日起工、1932年11月24日進水、1934年1月18日竣工。1949年7月に解体処分。

- エイジャックス （HMS Ajax）
  - アームストロング・ヴィッカーズ社ベロー造船所にて1933年2月7日起工、1934年3月1日進水、1935年4月12竣工。1949年11月に解体処分。

準同型、パース級軽巡洋艦
- アンフィオン （HMS Amphion）
  - 改名後、パース （HMAS Perth）
- アポロ （HMS Apollo）
  - 改名後、ホバート （HMAS Hobart）
- フェートン （HMS Phaeton）
  - 改名後、シドニー （HMAS Sydney）